# Pselliophora stabilis
Pselliophora stabilis är en tvåvingeart som beskrevs av Alexander 1936. Pselliophora stabilis ingår i släktet Pselliophora och familjen storharkrankar. Inga underarter finns listade i Catalogue of Life.